# Jörg Skriebeleit
Jörg-Ulrich Skriebeleit (* 1968 in Vohenstrauß) ist ein deutscher Kulturwissenschaftler, Leiter der KZ-Gedenkstätte Flossenbürg und Gründungsdirektor des Zentrums Erinnerungskultur an der Universität Regensburg.

## Leben
Skriebeleit ist in seiner Geburtsstadt Vohenstrauß aufgewachsen und lebt heute in Weiden in der Oberpfalz.
Er studierte Empirische Kulturwissenschaft und Europäische Ethnologie an der Universität Tübingen und der Humboldt-Universität zu Berlin. Am Zentrum für Antisemitismusforschung der TU Berlin promovierte er über den Erinnerungsort KZ Flossenbürg, an dem er seit 1996 mitarbeitet. Seit Dezember 1999 ist er der Leiter der KZ-Gedenkstätte Flossenbürg. Er schrieb zur Geschichte des Lagers und leitete eine grundlegende Neukonzeption der Gedenkstätte ein. Für eine gelebte Erinnerungskultur und eine tolerante, weltoffene Gesellschaft engagiert er sich unter anderem im Aktionsbündnis „Weiden ist bunt“.

## Auszeichnungen
Für sein Engagement wurde Skriebeleit 2013 mit dem Verdienstkreuz am Bande geehrt. 2014 wurde die Gedenkstätte für den Europäischen Museumspreis nominiert.
Am 9. Dezember 2016 überreichte ihm die Präsidentin des Bayerischen Landtags, Barbara Stamm, die Bayerische Verfassungsmedaille in Silber.
2020 wurde er zum Honorarprofessor an der Universität Regensburg ernannt.